# Мережко, Анатолий Григорьевич
Анато́лий Григо́рьевич Мере́жко (7 августа 1921, Новочеркасск — 11 декабря 2018, Москва) — советский военачальник. Участник Великой Отечественной войны, в том числе Сталинградской битвы, форсирования Северского Донца и Днепра, освобождения Донбасса, Запорожья, Днепропетровска, Одессы, правобережной УССР, форсирования Вислы, боёв за Варшаву, Лодзь, Познань, форсирования Одера, и боев за Берлин. Генерал-полковник (1980).

## Биография

### Ранние годы
Анатолий Мережко родился 7 августа 1921 года в Новочеркасске в семье Ирины Григорьевны и Григория Даниловича Мережко. Последний принимал участие в Гражданской войне, за бои на Дону был награжден орденом Красного Знамени.
В детстве проявил интерес к оружию: мог собрать и разобрать наградные револьвер и Браунинг отца, в юности стал заниматься стрельбой, участвовал в соревнованиях. Увлечение вылилось в попытку поступить в Чугуевское лётное училище, но у Анатолия на медкомиссии был обнаружен дефект зрения и в училище его не взяли.

### Военная служба
В октябре 1939 года Анатолий Мережко был призван в Красную Армию и направлен в 104-й стрелковый полк 25-й Чапаевской стрелковой дивизии. В феврале 1940 года он получил предложение отправиться на учёбу в 1-е Орджоникидзевское военно-пехотное училище, но в мае этого же года училище переходило на полугодичный срок обучения, и команду курсантов, в составе которой оказался и Мережко, направили на учёбу в новое 2-е Орджоникидзевское военно-пехотное училище с двухлетним обучением. В училище Мережко был отличником, поэтому, когда в июне 1941 года состоялся досрочный выпуск младшего комсостава, он оказался в числе выпускников. После этого он остался в училище и после короткого отпуска получил должность командира взвода курсантов, а через полгода — заместителя командира роты курсантов.

#### Великая Отечественная война
В июле 1942 года курсантов подняли по тревоге и в поездах доставили в станицу Дубовка Ростовской области. Там они проходили интенсивную боевую подготовку. 17 июля училище было преобразовано в курсантский полк в составе 62-й армии. Первый бой полк принял на станции Суровикино. Курсанты сосредоточились на западной окраине станции. Появилась разведка вермахта, состоявшая из бронетранспортёра и нескольких мотоциклистов. Прицельным огнем из станкового пулемёта, противотанковых ружей и винтовок курсанты заставили противника отступить.
Курсантский полк неоднократно целиком или отдельными батальонами передавался различным дивизиям, которые использовали его в качестве арьергардов в сдерживающих боях. Полк сражался на Дону, затем в междуречье Дона и Волги, отступив к Сталинграду. Там, подняв в атаку взвод в критический момент, Мережко заслужил первую боевую награду — медаль «За отвагу». В сентябре 120 оставшихся в живых курсантов были выведены на левый берег Волги, где состоялся выпуск с присвоением им звания «лейтенант». После расформирования училища его постоянный состав был направлен в части 62-й армии, а Анатолия Мережко прикомандировали к оперативному отделу штаба армии в качестве офицера связи. Занимавший тогда должность начальника штаба армии Н. И. Крылов отзывался о нём, как о человеке, способном отвечать за каждое своё слово. В октябре по рекомендации бывшего командира курсантского батальона капитана П. И. Кузнецова, проходившего службу в оперативном отделе, Мережко получил должность помощника начальника оперативного отдела. В том же году он вступил в ВКП(б).
В июле 1943 года Мережко был назначен помощником начальника оперативного отдела в 29-й гвардейский стрелковый корпус в составе 8-й гвардейской армии. В составе этого формирования он принимал участие в боях за Донбасс, освобождении Запорожья, Одессы, в Висло-Одерской операции, кровопролитных боях за Познань, боях на Зееловских высотах, в штурме Берлина. В ночь на 1 мая 1945 года он привёл к советскому командованию генерала Кребса, имевшего поручение от Геббельса склонить СССР к перемирию.

#### После войны
После окончания боев в Германии в июле 1945 года Анатолий Мережко получил направление для обучения в Военную академию имени М В. Фрунзе. В 1948 году он окончил её с золотой медалью и был направлен на должность старшего офицера оперативного управления Ленинградского военного округа. С 1951 года А. Мережко стал начальником оперативного отдела, заместителем начальника штаба 30-го гвардейского стрелкового корпуса. С сентября 1955 года — слушатель Высшей военной академии имени К. Е. Ворошилова. После её окончания, с ноября 1957 года — начальник отдела оперативной подготовки штаба Группы советских войск в Германии (ГСВГ), а с августа 1958 года — начальник оперативного отдела оперативного управления штаба ГСВГ. В декабре 1960 года Мережко стал заместителем начальника оперативного управления штаба ГСВГ.
С августа 1962 года Анатолий Григорьевич — начальник оперативного управления штаба Южной группы войск. С декабря 1964 года командовал 77-й гвардейской мотострелковой дивизией в Ленинградском военном округе (Архангельск). С августа 1965 года — командир 54-й мотострелковой дивизии в 6-й армии Ленинградского военного округа. С декабря 1966 года — начальник кафедры тактической и оперативной подготовки инженеров Военной академии имени В. В. Куйбышева. Получил учёное звание доцент. С июня 1969 года Анатолий Григорьевич Мережко являлся начальником оперативного управления — заместителем начальника штаба Объединённых вооружённых сил государств — участников Варшавского Договора.

### В отставке
В декабре 1985 года вышел в отставку. Жил в Москве. Умер 11 декабря 2018 года.
Похоронен на Кунцевском кладбище рядом с первой супругой.

## Награды
Анатолий Мережко награжден советскими и иностранными (польскими, болгарскими, венгерскими) наградами, в том числе:
- орденом Октябрьской Революции;
- тремя орденами Красного Знамени[6][7];
- орденом Александра Невского[8];
- орденом Отечественной войны 1 и 2 степеней[9][10];
- четырьмя орденами Красной Звезды[11];
- орденом «За службу Родине в Вооруженных Силах СССР» 3 степени;
- орденом Дружбы;
- Медалями:
  - «За отвагу»[3],
  - «За боевые заслуги»,
  - «За оборону Сталинграда»[12],
  - «За освобождение Варшавы»,
  - «За взятие Берлина»,
  - «За победу над Германией»[13],
  - юбилейные медали.

## Семья
Анатолий Григорьевич Мережко был дважды женат.
Первая жена Лидия Николаевна Мережко (умерла в 1986 году). В этом браке родилось двое детей: дочь — Татьяна (род. 1942), инженер-химик, и сын — Евгений (род. 1949), офицер запаса.
С 1986 года был женат вторым браком на Татьяне Глебовне Морозовой (род. 1928). Разошлись в 2017 году.